# Unión Nacional Fascista
La Unión Nacional Fascista (UNF) fue un partido político argentino, de ideología fascista, que existió entre 1936 y 1939.

## Historia
El partido nació en 1936, como sucesor del antiguo Partido Fascista Argentino.

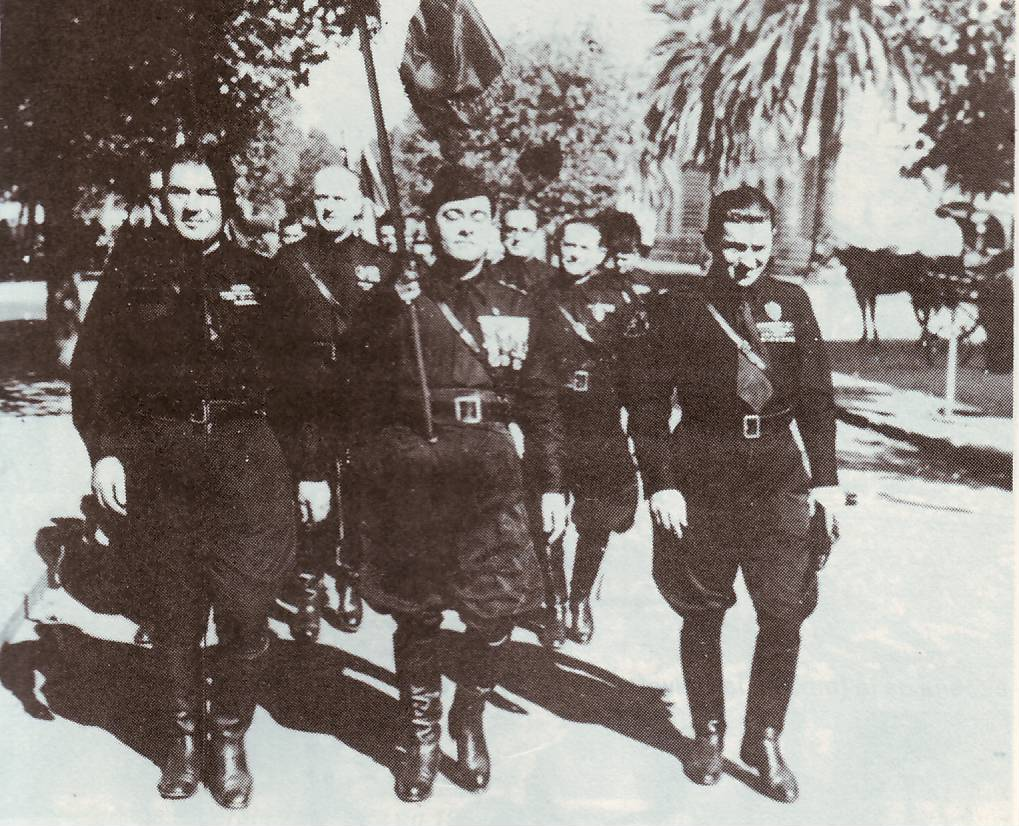
Marcha fascista en La Plata (Argentina).

A mediados de 1936 el líder de la UNF, Nimio de Anquín, intentó forzar a los estudiantes de la Facultad de derecho para comprometerse con una declaración de apoyo al dictador español Francisco Franco.
Durante los siguientes años la formación se vio implicada en algunos eventos violentos. El partido no logró tener éxito en el seno de la vida política argentina y quedó como un grupo reducido.
Hacia 1939 la Unión Nacional Fascista cesó su actividad y Anquín regresó a su localidad, donde retomó su anterior carrera como docente.